# George Montagu (admirál)
Sir George Montagu (12. prosince 1750 – 24. prosince 1829) byl britský admirál a námořní vojevůdce válek proti Francii v 18. století. U královského námořnictva sloužil od roku 1766, díky svému původu prodělal rychlou kariéru a jako vyšší důstojník se vyznamenal během války proti USA. V hodnosti kontradmirála (1794) byl pověřen důležitými úkoly v Atlantiku za válek proti revoluční Francii, za své aktivity byl ale veřejně kritizován a byl mu pozastaven kariérní postup. Nakonec dosáhl hodnosti admirála a svou kariéru završil jako velitel v Portsmouthu (1803–1809).

## Životopis

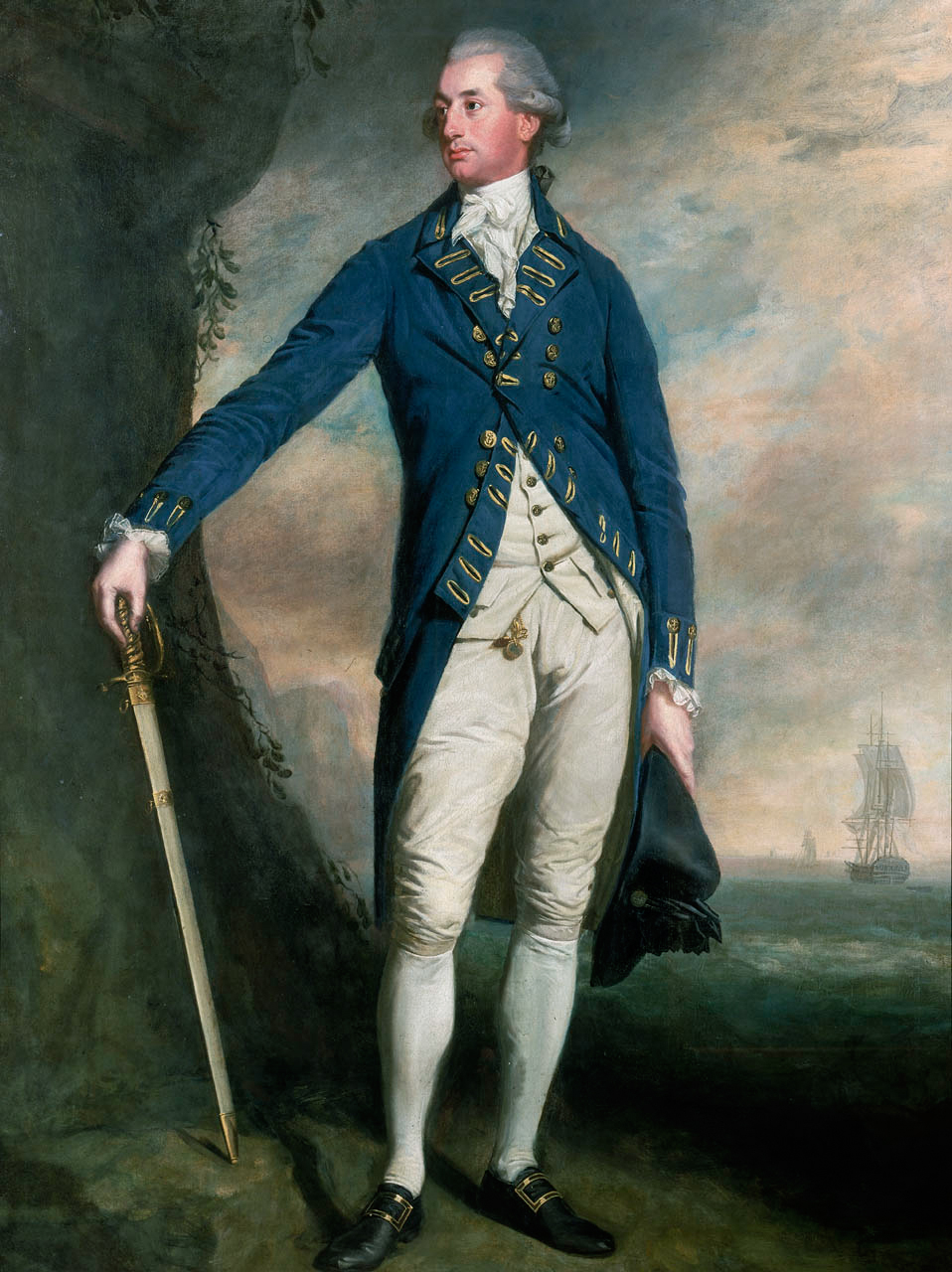
Portrét ze sbírek Národního námořního muzea v Greenwichi

Pocházel ze šlechtického rodu Montagu, patřil k vedlejší linii vévodů z Manchesteru. Narodil se jako druhý syn admirála Johna Montagu (1719–1795). V roce 1763 začal studovat na námořní akademii v Portsmouthu a v roce 1766 vstoupil do aktivní služby, začínal pod admirálem Williamem Parrym na Jamajce. Po návratu do Anglie byl povýšen na poručíka (1771), následoval rychlý postup do hodností komandéra (1773) a kapitána (1774). Jeho rychlá kariéra se odehrávala pod patronátem otce, tehdy vrchního velitele Royal Navy v severní Americe. Již jako třiadvacetiletý kapitán velel George lodi HMS Fowey s posádkou 200 mužů. Na počátku války proti USA se vyznamenal v několika akcích, v roce 1775 přiměl ke kapitulaci americkou loď Washington a v roce 1776 dohlížel na naloďování britských vojáků při ústupu z Bostonu. Ze zdravotních důvodů se vrátil v roce 1776 do Anglie. Již o rok později odplul znovu do severní Ameriky a v letech 1777–1779 velel na HMS Romney, která byla vlajkovou lodí jeho otce, tehdejšího guvernéra v Newfoundlandu. V roce 1779 se vrátil do Evropy a pod velením admirála Rodneye bojoval u břehů Gibraltaru. Poté se znovu odplul do Ameriky a v roce 1780 byl dočasně zastupujícím velitelem v New Yorku. V roce 1782 se vrátil do Anglie a po skončení války žil osm let v soukromí s polovičním platem.
Do aktivní služby se vrátil v roce 1790 v době španělského vyzbrojování a částečné mobilizace nařízené admiralitou. S Alanem Gardnerem byl vyslán do oblasti Karibiku, ale po vyhlášení války s republikánskou Francií se vrátil k evropským břehům. V roce 1794 byl jmenován kontradmirálem a připojil se k loďstvu Channel Fleet admirála Howea. Pod samostatné velení dostal šest řadových lodí a čtyři fregaty, jeho vlajkovou lodí byla řadová loď HMS Hector, které velel již od roku 1790. Byl pověřen hledáním zásobovacího konvoje potravin z USA do Francie, což se mu nepodařilo, dosáhl sice několika menších taktických úspěchů proti Francouzům, ale kvůli vzdálenosti se nemohl zúčastnil bitvy Slavného 1. června (v této bitvě padl jeho mladší bratr James). I když byl za své operace v Atlantiku v roce 1794 pochválen admiralitou, později po zveřejnění nových informací byl podroben kritice.
V roce 1795 byl povýšen na viceadmirála, aktivně na moři ale již nesloužil. V roce 1799 odmítl nabídku na post velícího operačního důstojníka Royal Navy (tzv. Nore Command), protože doufal ve významnější pozici. V roce 1801 aspiroval na post zástupce vrchního velitele v Lamanšském průlivu, ale právě kvůli dodatečně zjištěným informacím o jeho aktivitách v období bitvy Slavného 1. června a nesouhlasu části důstojníků nebyl jmenován. K datu 1. ledna 1801 byl nicméně povýšen do hodnosti admirála a nakonec v letech 1803–1808 zastával funkci velitele v Portsmouthu. V roce 1810 byl penzionován a v roce 1815 obdržel velkokříž Řádu lázně s nárokem na šlechtický titul Sir.

## Rodina a majetek
V roce 1783 se oženil se svou sestřenicí Charlotte Wroughton (1757–1839), spoludědičkou majetků v hrabství Wiltshire. Jejich nejstarší syn George (1788–1871) jako dědic matčiných statků přijal příjmení Wroughton. Mladší synové John William (1790–1882) a James (1791–1872) sloužili u námořnictva a mimo aktivní službu nakonec dosáhli hodnosti admirála. Dcera Georgiana (1786–1854) se provdala admirála Sira Johna Gore.
Jeho mladší bratr James (1752–1794) dosáhl u námořnictva hodnosti kapitána a padl v bitvě Slavného 1. června. Další bratr Edward (1755–1799) sloužil v armádě a jako podplukovník padl v Indii v bitvě u Seringapatamu.
Jako své sídlo nechal postavit zámek Avisford Park v Sussexu, který dnes funguje jako hotel.. Později na zděděných statcích své manželky ve Wiltshire realizoval novostavbu venkovského sídla Stowell Lodge, kde také zemřel. Původní rodové sídlo Lackham House (Wiltshire) zdědil Georgův mladší bratr James, který je nechal přestavět do současné podoby.